# Белая Береза
Белая Береза (укр. Біла Береза) — село в Улановском сельском совете Глуховского района Сумской области Украины.
Код КОАТУУ — 5921588602. Население по переписи 2001 года составляло 14 человек .

## Географическое положение
Село Белая Береза находится на границе с Россией на правом берегу реки Клевень, выше по течению на расстоянии в 2,5 км расположено село Сидоровка, ниже по течению на расстоянии в 1,5 км расположено село Комаровка.
К селу примыкает лесной массив (дуб).